# Minerali argillosi
I minerali argillosi oppure minerali delle argille sono i minerali costituenti delle argille. Sono tutti dei fillosilicati e vengono classificati in quattro gruppi principali, in base alla struttura cristallografica:

## A due strati T-O (tetraedrico-diottaedrico)
Il rappresentante principale di questo gruppo è la Caolinite di formula chimica (Al)2Si2O5(OH)4, di genesi idrotermale o per alterazione in ambiente acido di feldspati. I maggiori depositi sedimentari sono di ambiente lacustre. Si presenta in aggregati terrosi di colore variabile fra il grigio-giallastro e il grigio-bruno.

## A tre strati T-O-T (tetraedrico-diottaedrico-tetraedrico)
A questo gruppo appartiene la Montmorillonite di formula chimica (Na, Ca)0,33(Al, Mg)2Si4O10(OH)2·nH2O, un minerale argilloso di colore bianco e grigio-bianco se in aggregati (componente principale dei fanghi di perforazione e scavo chiamati bentoniti), che si forma per alterazione di feldspati in rocce a basso contenuto di silice. La capacità della montmorillonite di espandere il periodo basale (ovvero la distanza fra gli strati) per sostituzione dell'acqua con glicol etilenico e di ridurlo eliminando l'acqua per riscaldamento, la rende particolarmente utile per classificare e misurare la frazione argillosa di un sedimento nelle analisi diffrattometriche a raggi X. 
A tale gruppo appartiene anche l'Illite, un minerale argilloso potassico chimicamente simile alla mica muscovite.

## A quattro strati T-O-T-O (tetraedrico-diottaedrico-tetraedrico-triottaedrico)
È il gruppo delle Cloriti, che sono minerali argillosi magnesiaco-ferrosi, di origine prevalentemente metamorfica di basso grado su rocce magmatiche silicatiche o sedimentarie clastiche silicee. Per la loro genesi, le cloriti sono componenti importanti anche di rocce non argillose.

## A strati misti
Sono minerali "costituiti" da combinazioni complesse (distinte in regolari e irregolari) degli strati dei gruppi precedenti. Sono i minerali argillosi più diffusi nelle rocce sedimentarie e nei terreni e vengono denominati in base ai gruppi costituenti. Abbiamo le illiti-montmorilloniti, le caoliniti-montmorilloniti, illiti-cloriti-montmorilloniti, le cloriti-vermiculiti.
In sintesi, infatti, i silicati hanno come elemento costituente un catione di silicio (Si) – e alluminio (Al) che per le dimensioni ioniche può svolgere il ruolo di sostituente, non riconoscibile chimicamente, del Silicio, da cui il termine di allumo-silicati – in coordinazione tetraedrica con quattro atomi di ossigeno. Questi gruppi anionici, tetraedrici, possono essere isolati oppure collegati fra loro a formare coppie, anelli, nastri, sviluppi bidimensionali (planari) di teatraedri, sviluppi tridimensionali. A ogni conformazione cristallografica corrispondono classi di minerali molto diversi.